# Грін-Нолл (Нью-Джерсі)
Грін-Нолл (англ. Green Knoll) — переписна місцевість (CDP) в США, в окрузі Сомерсет штату Нью-Джерсі. Населення — 6594 особи (2020).

## Географія
Грін-Нолл розташований за координатами 40°36′17″ пн. ш. 74°36′52″ зх. д. / 40.60472° пн. ш. 74.61444° зх. д. (40.604725, -74.614511).  За даними Бюро перепису населення США в 2010 році переписна місцевість мала площу 12,20 км², з яких 12,19 км² — суходіл та 0,01 км² — водойми.

## Демографія
Згідно з переписом 2010 року, у переписній місцевості мешкало 6200 осіб у 2441 домогосподарстві у складі 1629 родин. Густота населення становила 508 осіб/км².  Було 2521 помешкання (207/км²).
Расовий склад населення:
| - 79,6 % — білих - 14,8 % — азіатів - 3,2 % — чорних або афроамериканців - 0,1 % — корінних американців |

До двох чи більше рас належало 1,5 %. Частка іспаномовних становила 6,1 % від усіх жителів.
За віковим діапазоном населення розподілялося таким чином: 22,5 % — особи молодші 18 років, 55,5 % — особи у віці 18—64 років, 22,0 % — особи у віці 65 років та старші. Медіана віку мешканця становила 45,7 року. На 100 осіб жіночої статі у переписній місцевості припадало 85,1 чоловіків;  на 100 жінок у віці від 18 років та старших — 81,8 чоловіків також старших 18 років.
Середній дохід на одне домашнє господарство  становив 133 698 доларів США (медіана — 111 558), а середній дохід на одну сім'ю — 161 745 доларів (медіана — 134 750). Медіана доходів становила 102 321 долар для чоловіків та 70 581 долар для жінок. За межею бідності перебувало 5,1 % осіб, у тому числі 5,3 % дітей у віці до 18 років та 10,2 % осіб у віці 65 років та старших.
Цивільне працевлаштоване населення становило 3120 осіб. Основні галузі зайнятості: науковці, спеціалісти, менеджери — 20,8 %, освіта, охорона здоров'я та соціальна допомога — 17,9 %, виробництво — 12,2 %, фінанси, страхування та нерухомість — 11,5 %.